# Beneath a Steel Sky
Beneath a Steel Sky es un videojuego de aventura del tipo point-and-click, cuyo género es el de ciencia ficción cyberpunk. Fue creado por Revolution Software, un grupo de desarrolladores británicos, y publicado por Virgin Interactive el año 1994. Fue lanzado inicialmente para DOS y Amiga. Se conocía como Underworld durante el desarrollo. Al igual que muchos otros juegos de aventura, cuenta con elementos de comedia.

## Sinopsis

### Antecedentes
Beneath a Steel Sky parte en un punto desconocido en un futuro distópico, donde la Tierra ha sido gravemente afectada por la contaminación y/o lluvia radiactiva. 
En Australia, los seis estados y dos territorios que han sido consumidos por sus respectivas capitales se describen como "ciudades-estado". Union City es la segunda más grande de las seis ciudades-estado tras la adquisición de Asio-City. En este entorno sociopolítico el servicio de inteligencia australiano ASIO ejerce mucho poder.
Después de la "Guerra Euro-Americana", todos los participantes acordaron un conjunto de ideales que se describen como los "principios neodemocráticos" que excluyen a los sindicatos y al bienestar social. Irónicamente, a los que suscriben a esos principios se les llama "Sindicatos" (Unions), en contraste con el significado real de la palabra. Aquellos que se oponen a los ideales de los sindicatos son llamados "Corporaciones". Todas las ciudades-estado en Australia son o bien Corporaciones o Uniones.
El contexto político más amplio del juego consiste en un conflicto entre Union City y la corporación Hobart, en el cual cada uno trata de lograr el dominio del mercado a través del sabotaje. Durante el juego, los personajes en Union City comentan que Hobart Corporation está ganando la "guerra económica" mediante la inundación del mercado con "basura efectista y barata," aunque en ningún momento se aclara si se trata de mera propaganda.

### Trama
El trasfondo inmediato se introduce a través de un cómic que narra la historia de un joven llamado Robert, que es el único superviviente de un accidente de helicóptero en "the Gap" (el nombre que se aplica al interior remoto de Australia, u outback, en el período del juego). Demasiado joven para valerse por sí mismo, Robert es adoptado por un grupo de residentes locales, que le enseñan las habilidades que necesita para sobrevivir en este nuevo y hostil entorno; lo nombran Robert Foster, en parte debido al hecho de que lo acogieron (el verbo "foster" en inglés significa "acoger"), y por el descubrimiento de una lata vacía de Foster's Lager (una cerveza rubia australiana) encontrada cerca del lugar del accidente. Con los años, Foster aprende ingeniería y tecnología y construye un robot sensible y parlante llamado Joey. La personalidad de Joey se almacena en un pequeño circuito impreso, de los que pueden fácilmente ser insertados y retirados de muchos tipos de robot. Esto le permite cambiar de cuerpos cuando la situación lo requiera, siempre que su circuito impreso no esté dañado. Sus comentarios sobre la actual "carcasa" en la que se encuentra es un chiste a lo largo del juego. 
El juego empieza con el secuestro de Foster y la aniquilación de su tribu por los soldados de seguridad enviados desde Union City por su omnipotente ordenador: LINC.
Los secuestradores se niegan a dar a Foster ninguna explicación sobre qué está sucediendo. Poco después de llegar a la ciudad, el helicóptero falla y se estrella en el nivel superior de la ciudad. Foster sobrevive al accidente y huye, abriéndose camino a una planta de reciclaje, llevando consigo el circuito de Joey.
Foster introduce el circuito de Joey dentro de una aspiradora robótica (algo que a Joey no le agrada). Entonces, intenta escapar de la planta, pero lo acorrala un agente de seguridad que también había sobrevivido al accidente. El agente, Reich, se dirige a Foster como "Overmann". Cuando Reich está a punto de matar a Foster, una cámara de seguridad cercana dispara un láser y lo desarma. Reich dice a la cámara, la cual él revela que está bajo el control de LINC, que Foster debe ser detenido. En respuesta, la cámara le dispara nuevamente, esta vez matándolo. Foster obtiene del agente una tarjeta de acceso y unas gafas de sol antes de continuar su fuga.
Mientras se adentra más en la ciudad, Foster finalmente llega a los túneles de metro abandonados. Allí se entera de que LINC ha crecido de manera exponencial, hasta el punto de convertirse en una entidad mitad máquina y mitad orgánica. Sin embargo, para que pueda funcionar, LINC necesita un huésped humano para compartir su cerebro. El anfitrión actual es el padre biológico de Foster, que es anciano y se ha consumido físicamente por su simbiosis con LINC. Se descubre que LINC había enviado a esos hombres a secuestrar a Foster porque, con la muerte inevitable de su huésped actual, necesitaba un reemplazo, y solo un pariente de sangre serviría. Foster finalmente derrota a LINC enchufando a Joey (que ahora se hace llamar Ken) a la unidad central. Joey/Ken consigue tomar el control del sistema y, junto a Foster, se propone a transformar Union City en una utopía.

## Desarrollo
Mientras trabajaba en Activision, Charles Cecil, el cofundador y CEO de Revolution, tuvo la idea de trabajar con Dave Gibbons, artista y cocreador del cómic Watchmen, ya que el mismo Cecil era fan del cómic. Se dirigió a Gibbons, pero poco después, la antigua Activision se disolvió. Sin embargo, mantuvieron una amistad y, posteriormente, Cecil llamó a Gibbons para pedirle que trabajara en el segundo juego de Revolution. tras ver a su hijo jugando a los videojuegos, Gibbons se interesó y se dio cuenta de que sus habilidades en dibujo, escritura y conceptualización podrían ser útiles en el entorno de los videojuegos. Gibbons se unió al equipo poco antes del lanzamiento de Lure of the Temptress y recibió un esbozo básico de lo que podría pasar en el hipotético juego. Entonces escribió una historia más larga, con personajes y escenarios nuevos, a la que Revolution añadió más cosas. Inicialmente, el juego se llamaba Underworld (Inframundo), un título que Gibbons propuso, pero más tarde se renombró a causa del lanzamiento de Ultima Underworld: The Stygian Abyss.
Los valores de producción de Beneath a Steel Sky se hicieron mucho más elevados que los de Lure of the Temptress, resultando en un juego seis veces más grande, y a finales de 1993, el equipo que trabajaba en el juego había aumentado a once miembros. El juego se desarrolló en secciones, lo que permitió que el equipo se asegurara de que habían "perfeccionado" cada parte antes de seguir adelante. Su desarrollo de dos años costó un total de £40,000, lo que era mucho dinero para la empresa en aquellos tiempos.
Beneath a Steel Sky fue el segundo videojuego a utilizar el motor de videojuegos Virtual Theatre, siendo el primero Lure of the Temptress. Debido a su extensión, los programadores de Revolution no lograron implementar de forma efectiva los personajes no jugadores dentro del motor. En su lugar, los mismos seguían una serie de rutinas muy simplificadas, al contrario de lo que ocurría en Lure of the Temptress. Según Tony Warriner, el diseño del juego fue simplificado y fuertemente alterado de su concepción original. [cita requerida]
El juego fue distribuido tanto en un conjunto de disquetes como en CD-ROM, este último incluyendo las voces completas (versión talkie). La  versión doblada del juego usa actores utilizando una variedad de  acentos británicos, a pesar de que el juego se sitúa en una Australia futura. El propio Robert Foster tiene un acento americano, haciendo que algunas de sus frases en inglés británico suenen absurdas. En algún momento los subtítulos dicen "jumper" (jersey en español), mientras que Robert dice "sweater" (suéter, en español). En otro, la opción de diálogo es la frase distintivamente británica "it's well smart!", mientras que el actor de voz dice la frase distintivamente Americana "It's totally cool".
En algunos países (como Estados Unidos), debido a problemas con los derechos de autor, la etiqueta de la cerveza mostrada en la introducción es alterada para mostrar una marca genérica de cerveza en lugar de la etiqueta con la marca Foster. Una de las marcas se lee como "SS IPM (RAW)", que es "warm piss" (orina caliente en español) deletreado al revés. En Union City se encuentran importantes suburbios y estaciones de tren que existen en la ciudad más grande de Australia, Sídney, y fue confirmado en 2005 en una entrevista con una revista de juegos australiana, PC PowerPlay, que alguna vez se tuvo la intención de llamar a Union City como Sídney.

### Reediciones, secuelas y actualizaciones
En agosto de 2003, el juego fue liberado como freeware, y Revolution Software entregó al equipo de ScummVM el código fuente en lenguaje ensamblador para ser portado e incorporado a la aplicación, permitiendo que se juegue en Windows, Mac OS X, Linux, Windows CE y muchos otros sistemas operativos y plataformas. Los archivos de los datos tanto de la versión de disquetes como de la de CD están disponibles en el sitio web de ScummVM, aunque los archivos no incluyen los programas ejecutables originales pues no son necesarios para ScummVM. El repositorio de software RPM de Fedora  tiene un programa de descarga  libre que toma los archivos freeware del juego y los instala junto con ScummVM. Este juego se incluye directamente en el repositorio de software de Debian. El juego también se puede descargar gratuitamente con previo registro en el servicio de distribución digital GOG.com.
En 2004, Charles Cecil comentó que "Beneath a Steel Sky 2 es un proyecto que Revolution ha estado considerando por un tiempo, y ha empezado a avanzar en ello, pero no podemos comentar más allá de esto". El 4 de marzo de 2004, Revolution compró el dominio steel-sky2.com, aunque ahora ya ha sido vendido.
Sin embargo, en septiembre de 2005, Tony Warriner declaró en el foro de Revolution que el juego no fue cancelado, y que no pierde la esperanza de que haya un Steel Sky 2 en el futuro. Más recientemente, Charles Cecil habló en una entrevista, fechada el 10 de agosto de 2006 con  Eurogamer , de su admiración por el trabajo hecho por ScummVM y del resultante interés en una secuela. También declaró que, si fuera a hacer el juego, le "encantaría trabajar de nuevo con Dave Gibbons". El 20 de febrero de 2009, en una entrevista con IGN UK acerca de las versiones para Wii y DS de Broken Sword: The Director's Cut, Charles Cecil y Dave Gibbons reiteraron su interés en una secuela de Beneath a Steel Sky.
En julio de 2009, Revolution anunció que una edición remasterizada de Beneath a Steel Sky sería lanzada para iOS ese mismo año. La edición remasterizada cuenta con nuevas películas animadas por Dave Gibbons, un sistema de ayuda contextual y una la calidad de audio mejorada. El juego fue lanzado en la App Store el 23 de septiembre de 2009. Las películas animadas en la edición remasterizada hacen uso de las imágenes fijas originales y usan la animación del cambio de una página de papel. También incluye una nueva cinemática al final del juego que podría ser una pista a la trama de una secuela. La escena muestra la cita "En un mundo donde todos son libres, el precio de la libertad es la esclavitud".

## Acogida/Recepción
Beneath a Steel Sky fue aclamado por la crítica. PC Gamer le concedió el premio al «Mejor Diálogo», y en los Golden Joystick Awards de 1995, ganó el premio a la «Mejor Aventura». También fue un éxito comercial, alcanzando el puesto número uno en las encuestas británicas GALLUP. A menudo es referido como uno de los mejores juegos de aventuras de todos los tiempos.
CU Amiga le dio al juego una puntuación de 95 % llamándola «una de las más grandes aventuras de siempre». La revista elogió los controles del juego, diciendo: «El método de control en Steel Sky es tan simple que Revolution puede proclamar finalmente el haber creado lo máximo en métodos de control intuitivo». La reseña también elogió sus «lógicos, pero no muy obvios» rompecabezas, personajes, «contenido adulto», dirección artística y estilo de juego «adictivo». 
Amiga Format le dio una puntuación de 94 % y elogió su historia, sus gráficos, sus personajes, su rompecabezas y su mecánica de juego, diciendo: «Beneath A Steel Sky es una aventura enorme, intensa y atmosférica, que te mantendrá con el alma en vilo hasta su asombrosa conclusión. Absolutamente brillante>>. Sin embargo, la revista criticó «unos pocos errores menores», manifestando que «otro factor molesto es lo increíblemente fácil que es morir».
PC Gamer US le dio una puntuación de 91 %, llamándolo «una de las aventuras más jugables de todos los tiempos [...]  
Una aventura ingeniosa, divertida y absorbente que gustará a una amplia variedad de jugadores—¡Muy recomendable!» Sin embargo, también declaró que «la dificultad de los rompecabezas en el último tercio del juego es desproporcionadamente alta». 
Amiga Power le dio una puntuación de 86 %, diciendo: «Dando el mismo cuidado y atención tanto a la historia como a los gráficos, Steel Sky es un ejemplo de cómo debe ser un juego de aventura—divertido, cautivador y convincente. No hay saltos en la lógica de la historia [...]. Lee tan poco como te sea posible sobre este juego y serás sorprendido mientras se desenvuelve la historia».
Adventure Gamers le dio al juego 4 de 5 estrellas, diciendo: «En general, Beneath a Steel Sky es una envolvente historia clásica, que fusiona una historia inteligente y estimulante con un humor desenfadado para crear una experiencia de juego muy agradable. Revolution logra la creación de un 1984 para la generación de juegos de computadora. Ni siquiera las dudosas secuencias en el espacio LINC pueden estropear la recompensa al completar el juego».
Lemon Amiga le dio al juego 9 de 10, aclamando su historia, sus gráficos, su música y sus controles, y dijo: «Beneath a Steel Sky lo tiene todo, y en creces—un juego absorbente y desafiante con montones de cosas para ver y hacer, y maravillosos gráficos y sonidos ¡Una obra maestra!».
La versión remasterizada para iOS de 2009 también fue bien recibida. IGN le concedió 8.5 de 10, declarando: «Esta aventura clásica es un recordatorio de cuán buenos eran los viejos point-and-clickers. Los elementos actualizados solo se suman a la experiencia—especialmente las cinemáticas. Si estás buscando una historia intrigante, una mecánica de juego sólida y algo de encanto nostálgico, Beneath a Steel Sky es para ti».